# Lucía Miranda
Lucía Rodríguez Miranda, más conocida como Lucía Miranda (Valladolid, 1982), es una dramaturga, directora de teatro, productora y docente española. Recibió el premio José Luis Alonso de Santos de la Asociación de Directores de Escena en 2014 por el espectáculo Perdidos en Nunca Jamás,  y en 2018 el Premio Ojo Crítico de Teatro de Radio Nacional de España. Está especializada en teatro documental verbatim, teatro foro y teatro comunitario.

## Trayectoria
Es licenciada en Humanidades por la Universidad Carlos III de Madrid. Realizó un máster en Teatro y Educación en la Universidad de Nueva York y otro en Gestión de Artes Escénicas en la Universidad Complutense de Madrid.

### Cross Border Project
Miranda fundó la compañía Cross Border Project en 2010 con el espectáculo De Fuenteovejuna a Ciudad Juárez, su primera dirección escénica profesional. Se estrenó en el Teatro Thalía de Nueva York con un elenco internacional de artistas y música en directo de las mariachis femeninas Trío Flor de Toloache. La dramaturgia de Sergio Adillo aunaba el universo de Lope de Vega y los feminicidios de Ciudad Juárez. El montaje recibió premios como el premio HOLA de la Hispanic Organization of Latin Actors a la mejor producción de habla hispana en 2010 y la Mención del Jurado del certamen Almagro Off en el Festival de Teatro Clásico de Almagro en 2011.
En 2013 estrenó Perdidos en Nunca Jamás, con dramaturgia de Silvia Herreros de Tejada, en Teatro Circo Murcia. Por este espectáculo recibió el premio José Luis Alonso de Santos de la Asociación de Directores de Escena en 2014. En 2015 escribió y dirigió Nora, 1959, una reescritura de Casa de muñecas de Henrik Ibsen, que recibió el segundo premio en el certamen de directoras de escena de Torrejón de Ardoz.
Fue seleccionada en 2016 por el Programa de Desarrollo de Dramaturgias Actuales del Instituto Nacional de Artes Escénicas y de la Música (INAEM) para realizar una investigación sobre teatro verbatim documental, en torno a entrevistas con alumnado adolescente, profesores y familiares de un instituto de secundaria. A raíz de esta investigación creó la obra Fiesta, fiesta, fiesta, que se estrenó en el Laboratorio de las Artes de Valladolid (LAVA) en 2017 e hizo temporada en el Teatro Español de Madrid en 2018. Por este espectáculo fue finalista al Premio Max en la categoría de autora teatral en 2019.
Su obra La chica que soñaba, un espectáculo sobre la influencia del género en las salidas laborales de las personas jóvenes, se estrenó en 2019 en la sala San Selmo de Ponferrada. Este mismo año, Miranda recibió la beca Leonardo para realizar un proyecto de investigación en torno al concepto de casa a partir de decenas de entrevistas a personas en tres ciudades de España. El espectáculo resultante, Casa, se estrenó en el Teatre Lliure de Barcelona en 2021 y fue una coproducción de esta institución junto con su compañía, el Teatro de la Abadía en Madrid y el Théâtre Dijon Bourgogne de Francia. Dirigió también ese año, Alicias buscan maravillas, una coproducción de Espacio Abierto Quinta de los Molinos y el festival Veranos de la Villa de Madrid, en el que se revisitaba Alicia en el país de las maravillas de Lewis Carroll a través de un espectáculo itinerante de la mano de actores y actrices con discapacidad, como Anna Marchesi o Patty Bonet.

### Directora de escena
En 2013 el Teatro Sánchez Aguilar de Guayaquil invitó a Miranda a dirigir una versión de El burlador de Sevilla de Tirso de Molina, en versión de Sergio Adillo, llamada Las burladas por Don Juan. Esta misma institución le encargó en 2017 la dirección de una adaptación teatral de la película argentina El hijo de la novia, con dramaturgia de Garbi Losada y Jose Antonio Victoria.
Tras su paso por el Director's Lab del Lincoln Center de Nueva York en 2014 trazó amistad con los directores de escena Maëlle Poesy, Jorge Eiro, Pedro Granato y Florencia Lindner. Los dos primeros propusieron al resto crear un espectáculo que documentase su relación como grupo de amigos artistas. El resultado fue País clandestino, un espectáculo dirigido por Poesy y Eiro con dramaturgia y presencia en escena de los cinco. Se estrenó en 2017 en el Festival Internacional de Buenos Aires y recorrió Brasil, México, Chile, Francia, España, Portugal y Uruguay en gira.
Dirigió y escribió I am Miami, una creación de 2019, de quince piezas de microteatro sobre la vida cotidiana en Miami, creada a partir de entrevistas con decenas de personas en esa ciudad. Se estrenó en Miami como una producción de Microtheater Miami, CCE Miami y Knight Foundation, y el texto obtuvo el premio Teatro Exprés. Ese mismo año dirigió Chicas y chicos, una producción de El Sol de York estrenada en el teatro Teatro Pavón que fue finalista a los premios Max en la categoría de mejor espectáculo revelación. Con motivo de la pandemia de COVID19 y el consiguiente cierre de los teatros, el Teatre Lliure de Barcelona le propuso formar parte del ciclo de programación online Clàssics per a criatures, para el que escribió y dirigió el cortometraje de animación La vida es sueño, basada en la obra de Pedro Calderón de la Barca.
Estrenó en 2022 la producción del Centro Dramático Nacional La cabeza del dragón de Ramón María del Valle-Inclán, en colaboración con la Bienal de Arte Contemporáneo de Fundación ONCE. El espectáculo fue finalista de los premios de la Asociación de Directores de Escena.
Dirigió en 2023 el espectáculo Radiografía(s)-Viaje al interior de un hospital, una producción de teatro documental escrito por Félix Estaire y Lucía Cerván basada en entrevistas con niños pacientes del Hospital Niño Jesús de Madrid que se estrenó en el marco del Festival Veranos de la Villa de Madrid e incluía un recorrido por las estancias del hospital y contó con la participación de actores profesionales, niños, familiares y personal sanitario del centro. Ese mismo año también estuvo al frente del espectáculo El día que vam matar els llops, como parte del proyecto IT del Instituto del Teatro de Barcelona, una iniciativa para impulsar la integración profesional de alumnos recién egresados. La dramaturgia estaba basada en el universo literario de Mercè Rodoreda y se estrenó en el Teatre Lliure de Barcelona.
En el marco del centenario del nacimiento de la escritora Carmen Martín Gaite realizó la adaptación de su novela Caperucita en Manhattan, producción del Teatro de la Abadía de Madrid en colaboración con el Teatro Nacional de Cataluña, con Carolina Yuste en el papel protagonista de Sara Allen.

### Docente y mediadora
Miranda ha sido definida como arte-educadora por el estrecho vínculo entre estas ramas a lo largo de distintos proyectos. En el marco del ciclo Una mirada diferente del Centro Dramático Nacional impartió en 2016 un taller de teatro foro, La gente normal me asusta, dirigido a personas con y sin discapacidad.
Entre 2018 y 2020 dirigió el laboratorio Generación Global, una colaboración entre Centro Cultural Conde Duque de Madrid, la Comisión Española de Ayuda al Refugiado y su compañía Cross Border, con participación de jóvenes migrantes cuya lengua materna no era el español.
Desde 2020 ha sido la coordinadora del programa Nuevos Dramáticos del Centro Dramático Nacional, destinado a la participación y creación por parte de niños y niñas de un espectáculo en colaboración con creadores de prestigio, con una producción anual en la que han participado dramaturgos como Dan Jemmett (Luna en marte, 2021), Jose Troncoso (Los columpios, 2022), María Goiricelaya (Play!, 2023), o Alfredo Sanzol (Ensimismada, 2024).
Desde 2021 trabaja en el proyecto Yo Cuento, como directora y coordinadora del laboratorio teatral para niños pacientes de neurología del Hospital Niño Jesús de Madrid.